# Georges Feydeau
Georges Feydeau (IPA: [ʒɔʁʒ fɛ.do]) (Párizs, 1862. december 8. – Rueil-Malmaison, 1921. június 5.) francia drámaíró, az általános vélemény szerint Molière óta a legnagyobb francia vígjátékszerző. Az abszurd dráma előfutáraként több mint 60 színdarabot írt. Apja Ernest Feydeau (1821–1873) író, fia Jean-Pierre Feydeau (1903–1970) filmrendező, forgatókönyvíró.

## Életrajz

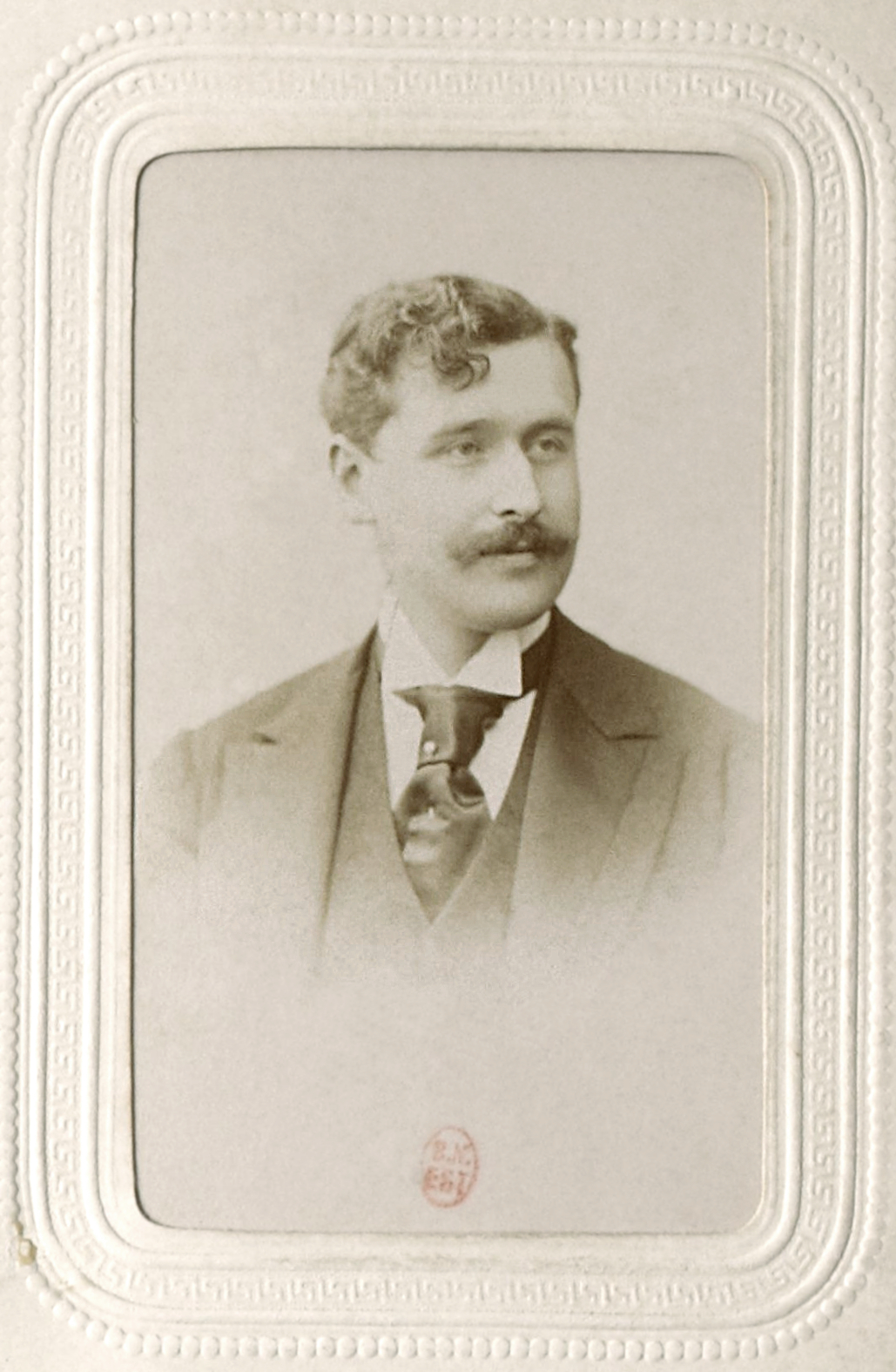
Georges Feydeau

Ernest-Aimé Feydeau (1821–1873) író fiaként született, aki szintén sikeres mesék szerzője volt, pl. Fanny (1858), Souvenirs d'une cocotte (1872). Édesanyja Léocadie Boguslawa Zalewska lengyel származású nő volt. Húszéves korában írta Feydeau első komikus monológját. Első sikerét négy évvel később, a Tailleur pour dames (A női szabó, 1886) című darabjával aratta. Még abban az évben feleségül vette Marianne Carolus-Durant, a híres portréfestő, Carolus-Duran leányát. A házassággal elegendő jövedelemhez jutott, amíg sikeresebb szerző nem lett, ám 15 év után a pár jogilag különvált, és 1916-ban hivatalosan is elvált.
1890-ben Feydeau nagy fába vágta fejszéjét; elkezdte tanulmányozni Eugène Labiche, Henri Meilhac és Alfred Hennequin műveit. Ez inspirálta őt, hogy megírja elismert darabját, a Champignol malgré lui (A tartalék tartalékos, 1892) címűt. Ezután nevet szerzett magának mind hazájában, mind a tengeren túl, más nyelveken is játszották műveit, akár már franciaországbeli bemutatójuk előtt.
Ezek a komédiák gyakran a párizsi alvilágban játszódnak. Nagyszerű és bonyolult komplikációikkal, félreértésekkel és véletlenekkel együtt, egy kritikusa „bohóc a dobozban” konstrukciónak nevezte.

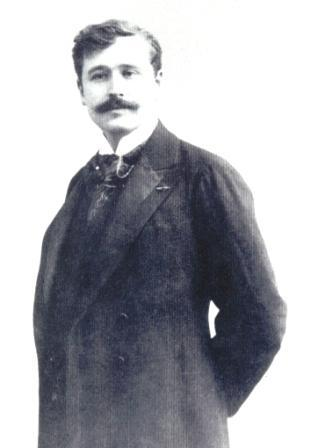
Sikerei csúcsán

Több mint 60 színdarabja közül a leghíresebbek, a vaudeville stílusában íródott Une puce à l’oreille (Bolha a fülbe, 1907), Le Système Ribadier (1892), La Dame de chez Maxim (Osztrigás Mici; Egy hölgy a Maximból, 1899), és az Hortense a dit: „Je m’en fous!” (Hortense mondja: „Nem érdekel!”, 1916). Más híres vígjátékai: L’Hôtel du libre échange (Hotel Paradiso), Le Dindon (A tökfilkó; Balfék, 1896) és egy sor 1908 után, ilyen címeken: Du Mariage au Divorce (Esküvőtől válóperig) (On purge bébé, Feu la mère de madame, Léonie est en avance és Mais ne te promène donc pas toute nue).
Kritikusai szerint Feydeau ebben az időszakban felhagyott a könnyed szórakoztatással, és kora egyik legnagyobb francia drámaíróinak egyikévé avanzsált. Darabjait ma is játsszák mint a szürrealista-, a dada- vagy az abszurd dráma előfutárait. 17-et még a Broadway-n is bemutattak 1895 és 199 között. Szerbiában Ljubiša Ristić színházi rendező színre vitte a Bolha a fülbe címűt, majd több mint 1600-szor adták elő a nagy sikerre való tekintettel. Premierje 1971. június 7-én volt, majd több mint 45 éven keresztül folyamatosan színen maradt.
Fenomenális irodalmi sikere magas életszínvonalat biztosított számára (állandó asztalt foglaltak neki a Maximban), mégis a szerencsejáték és házassága kudarca anyagi nehézségekbe taszították.
Az éjszakai élet, a szerencsejáték, a szexuális kicsapongások végül vesztét okozták. 1918 telén megfertőződött vérbajjal, ami lassan őrültségbe torkollott, és három évvel később, 58 esztendős korában egy pszichiátriai klinikán bekövetkezett halálához vezetett. A párizsi Montmartre-i temetőben helyezték örök nyugalomra.

## Jelentősége
Korán színdarabok szerző-rendezője lett, működését jellemzi a szinte eszeveszett ritmus, a „matematikailag” kiszámított komikus hatás (szigorú metteur en scène volt), amivel szerzett népszerűsége végül felülmúlta a műfaj mestere, Eugène Labiche műveiét is.
Tizenegy vaudeville-t Maurice Desvallières-vel közösen írt meg.
Feydeau nemcsak szerzője, hanem díszletezője, világosítója, jelmeztervezője, is volt darabjainak, mesteri színészvezetéssel. A táj (gazdag, bonyolult változások a láthatáron, s a sötétben) célja, ajtók, ablakok, szekrények száma, kiszámított, pontos szögek, amely (ha helyesen használják a színészek) a nevetséges hatást kelt.
Színházában sokszor helyzetkomikumra épít, olykor a helyzetek teljesen mentesek a humortól: egy férfi belép a jelenetbe, egy nő kijön onnan, mégis kirobban a nevetés.
Rendezői készsége drámaíróként évtizedek óta kiváltja a nevetést bármely típusú helyzetben, oly módon, hogy a kegyetlen szatíra a párizsi polgárság kifigurázásával, mégis beárnyékolta a munkáját. Csak mostanában, ahogy újraértékeljük, újraértelmezzük, kapjuk meg a kulcsot a polgári képmutatás ironikus ostorozásához.
Feydeau teoretikus művésze volt a ritmusnak, a hyper-reális cselekvésnek, a színészeket megpróbáló, az időben, a zenében jelentős készségeket követel, mind vokálisan, mind fizikálisan.

## Művei
- Par la fenêtre (Az ablaknál) 1 felvonás – 1882
- Amour et piano (Szerelem és zongora; A zongoratanár) 1 felvonás – 1883
- Gibier de potence (Potens alak) 1 felvonás – 1884
- Fiancés en herbe (Jegyesek a zöldben) 1 felvonás – 1886
- Tailleur pour dames (A női szabó) 3 felvonás – 1886
- La Lycéenne (Gimnazistalány) 3 felvonás – 1887
- Un bain de ménage (Házi fürdő) 1 felvonás – 1888
- Le chat en poche (Macska a zsebben; A csukott skatulya; Zsákbamacska) 3 felvonás – 1888
- Les Fiancés de Loches (Loches-i jegyesek) 3 felvonás – 1888
- L’affaire Eduard (Az Eduard-ügy) 3 felvonás – 1889
- C’est una femme du monde (Világi nő) 1 felvonás – 1890
- Le mariage de Barillon (Barillon házassága) 3 felvonás – 1890
- Le ruban (A szalag) – 1891
- Madame Sganarello (Sganarello asszony) – 1891
- Monsieur chasse! (Az úr vadászni jár; A férj vadászik])[12] 3 felvonás – 1892
- Champignol malgré lui (A tartalék tartalékos)][13] egy felvonás – 1892
- Le système Ribadier (A Ribadier-rendszer) 3 felvonás – 1892
- Un fil a la patte (Rövid póráz; Fel is út, le is út])[14] 3 felvonás – 1894
- Notre futur (Jövőnk) 1 felvonás – 1894
- L’Hôtel du libre échange (Hotel Paradiso) 3 felvonás – 1894
- Le Dindon (A tökfilkó; Balfék])[15] 3 felvonás – 1896
- Les Pavés de l’ours (Il rimedio è peggiore del male) 1 atto – 1896
- Séance de nuit (Éjszakai ülés) 1 felvonás – 1897
- Dormez, je le veux! (Alvás!) 1 felvonás – 1897
- La dame de chez Maxim[16] 3 felvonás – 1899
- La duchesse des Folies-Bergères (A Folies-Bergères hercegnője) 3 felv. – 1902
- Le Main passe (Az asszony körbejár; Kézről kézre) 4 felvonás – 1904
- Le Bourgeon (A hülyéje) 3 felvonás – 1906
- La Puce à l’oreille (Bolha a fülbe) 3 felvonás – 1907
- Occupe-toi d’Amélie (Amélie ajánlatai) 3 felvonás – 1908
- Feu la mère de Madame (A kedves anyós) 1 felvonás – 1908
- Du Mariage au Divorce (Esküvőtől válóperig) 1 felvonás – 1908 után
- Le circuit (A kör) 3 felvonás – 1909 (Croisset-vel közösen)
- On purge bébé (Megpurgáljuk a babát) 1 felvonás – 1910
- Mais n’te promène donc pas toute nue! (Ne járkálj körbe-körbe tök pucéran!])[17] 1 felvonás – 1911
- Léonie est en avance, ou le mal joli (Léonie túl korán jött) 1 felvonás – 1912
- Je ne trompe pas mon mari (Nem csalom meg a férjem) 3 felvonás – 1912
- Hortense a dit: “Je m’en fous!” (szó szerinti fordításban: Hortenzia azt mondta: „Nem érdekel!”; magyar színpadokon A szobalány fütyül rám címmel játszották) 1 felvonás – 1916
- Cent milions qui tombent (Százmillió az égből) 3 felvonás – 1911
- Les Monologues (22 monológ)
- Inédits (Kiadatlan): Szalmabáb, Szerelem, hallgass a neved, Két kakas, egy tyúkra, Kit illet a nejem?, Óvóbácsi, Félböjt

## Magyarul
- A tökfejű; Rozsnyai, Bp., s.a. [1900 k.] (Rozsnyai Károly monológ-könyvtára)
- Mit jársz meztelenül? Vígjáték; ford. Heltai Jenő; Lampel, Bp., 1914 (Fővárosi színházak műsora)
- Akasztófavirág / Aludj el!; in: Ahány ház, annyi szokás; ford. Végh György, rend. tanácsok Dániel Ferenc, Mészáros Tamás; NPI, Bp., 1972 (Színjátszók kiskönyvtára)
- Jövendőbelink; Tragikus hirtelenséggel; Akasztófavirág; Aludj el!; in: Untat a hivatal. Francia bohózatok; ford., bev. Végh György; NPI, Bp., 1975 (Thália könyvtár)
- Az Úr vadászni jár. Bohózat három felvonásban; ford. Vinkó József; in: Színház, 1983/nov.
- Fel is Út le is Út! Komédia három felvonásban; ford. Vinkó József; in: Színház, 1987/máj.
- Bolha a fülbe. Vígjáték három felvonásban; ford. Mészöly Dezső; Kortárs, Bp., 2012

## Bibliográfia
- Jacques Lorcey

L’Homme de chez Maxim’s : Georges Feydeau, sa vie – Tome I, Coll. « Empreinte », Éditions Séguier, Paris, 2004. 296 p.
Du mariage au divorce : Georges Feydeau, son œuvre – Tome II, Ibid., 2004. 252 p.
Georges Feydeau (coffret) : L'homme et l'œuvre, Ibid., 2005
- Henry Gidel, Feydeau, Grandes Biographies, Flammarion, 1992
- AA. VV., Georges Feydeau, Les Nouveaux Cahiers de la Comédie-Française, La Comédie-Française – L’avant-scène théâtre, Paris, novembre 2010.
- Fabio Perilli, Georges Feydeau: écriture théâtrale et stratégies discursives, Coll. « Lingue, Linguaggi, Letterature », E.S.I., 2010, 228 p.

## Fordítás
- Ez a szócikk részben vagy egészben  a   Georges Feydeau című angol Wikipédia-szócikk ezen változatának fordításán alapul.  Az eredeti cikk szerkesztőit annak laptörténete sorolja fel. Ez a jelzés csupán a megfogalmazás eredetét és a szerzői jogokat jelzi, nem szolgál a cikkben szereplő információk forrásmegjelöléseként.